# Bongabon
Bongabon is een gemeente in de Filipijnse provincie Nueva Ecija op het eiland Luzon. Bij de laatste census in 2007 had de gemeente bijna 74 duizend inwoners.

## Geografie

### Bestuurlijke indeling
Bongabon is onderverdeeld in de volgende 28 barangays:
| - Antipolo - Ariendo - Bantug - Calaanan - Commercial - Cruz - Curva - Digmala - Kaingin - Labi - Larcon - Lusok - Macabaclay - Magtanggol | - Mantile - Olivete - Palomaria - Pesa - Rizal - Sampalucan - San Roque - Santor - Sinipit - Sisilang - Social - Tugatog - Tulay na Bato - Vega Grande |

## Demografie
Bongabon had bij de census van 2007 een inwoneraantal van 73.639 mensen. Dit zijn 24.384 mensen (49,5%) meer dan bij de vorige census van 2000. De gemiddelde jaarlijkse groei komt daarmee uit op 5,70%, hetgeen hoger is dan het landelijk jaarlijks gemiddelde over deze periode (2,04%). Vergeleken met de census van 1995 is het aantal mensen met 28.783 (64,2%) toegenomen.

De bevolkingsdichtheid van Bongabon was ten tijde van de laatste census, met 73.639 inwoners op 286,95 km², 156,3 mensen per km².